# Malewice
Malewice [malɛˈvit͡sɛ] est un village polonais de la gmina de Dziadkowice dans le powiat de Siemiatycze et dans la voïvodie de Podlachie. Il se situe à environ 5 kilomètres à l'est de Dziadkowice, à 16 kilomètres au nord-est de Siemiatycze et à 65 kilomètres au sud de la capitale régionale Białystok.